# Morciré Sylla
Morciré Sylla (Kindia, Guinea; 3 de marzo de 1948 o 22 de septiembre de 1948 – Rabat, Marruecos; 12 de agosto de 2005) fue un futbolista de Guinea que jugó en la posición de delantero.

## Carrera

### Club
Jugó toda su carrera con el Hafia FC de 1968 a 1980, con el que fue campeón nacional en 10 ocasiones y ganó el tres ocasiones la Copa Africana de Clubes Campeones en cinco finales jugadas.

### Selección nacional
Jugó para Guinea en 20 ocasiones de 1968 a 1977 y anotó cuatro goles; participó en los Juegos Olímpicos de México 1968 y en dos ediciones de la Copa Africana de Naciones.

## Logros
- Campeonato Nacional de Guinea (10): 1968, 1971, 1972, 1973, 1974, 1975, 1976, 1977, 1978, 1979
- Copa Africana de Clubes Campeones (3): 1972, 1975, 1977